# Baldwin (Pensilvania)
Baldwin es un borough ubicado en el condado de Allegheny en el estado estadounidense de Pensilvania. En el año 2000 tenía una población de 19 999 habitantes y una densidad poblacional de 1338 personas por km².

## Geografía
Baldwin se encuentra ubicado en las coordenadas 40°21′26″N 79°58′10″O / 40.35722, -79.96944.

## Demografía
Según la Oficina del Censo en 2000 los ingresos medios por hogar en la localidad eran de $40 752 y los ingresos medios por familia eran $48 503. Los hombres tenían unos ingresos medios de $39 086 frente a los $28 458 para las mujeres. La renta per cápita para la localidad era de $19 918. Alrededor del 5.3% de la población estaba por debajo del umbral de pobreza.